# Чорнооково (Брянська область)
Чорнооково (рос. Чернооково) — село в Климівському районі Брянської області Російської Федерації.
Населення становить 385 осіб. Входить до складу муніципального утворення Істопське сільське поселення.

## Історія
Населений пункт розташований у межах українського етно-культурного регіону Стародубщини.
Від 2005 року входить до складу муніципального утворення Істопське сільське поселення.

## Населення
| 2010 | 2013 |
| ---- | ---- |
| 405  | ↘385 |